# Geoffroi IV de Pompadour
Pour les articles homonymes, voir Pompadour.
Geoffroi IV de Pompadour, né v. 1496 et mort en 1552, est un évêque français du XVIe siècle.  Geoffroi de Pompadour est seigneur de Château-Bouchet.

## Biographie
Geoffroi de Pompadour est reçu chanoine-comte, au sein du Chapitre de Saint-Jean de Lyon, en 1499, à la suite de la résignation de son oncle, Geoffroi III de Pompadour.
Pompadour est abbé commendataire de Saint-Maurin, entre 1550 et 1552. Il est nommé évêque de Périgueux, le 20 octobre 1550.

### Fonds d'archives
Les papiers personnels de Geoffroi de Pompadour et de la famille de  Pompadour sont conservés aux Archives nationales sous la cote 14AP (Archives nationales).